# 劉成德
劉成德（1478年—？），字潤之，山西平陽府蒲州人，民籍，明朝政治人物。

## 生平
山西鄉試第二十八名舉人。正德六年（1511年）中式辛未科會試第二十八名，登第二甲第一百一十五名進士。七年五月选授山东道试监察御史，十年巡按辽东，十二年二月升四川按察司佥事，嘉靖元年（1522年）十月升湖广布政使司右参议。

## 家族
曾祖劉伯敬；祖父劉信；父劉溱，曾任知縣。母溫氏；繼母張氏。慈侍下。